# Савінцев Віталій Ілліч
Віталій Ілліч Савінцев (рос. Виталий Ильич Савинцев; нар. 12 лютого 1935) — радянський футболіст, захисник та півзахисник.

## Життєпис
Футбольну кар'єру розпочав у 1954 році в складі аматорського клубу «Авангард» (Нижній Тагіл), у складі цього клубу з 1959 року виступав у Класі Б чемпіонату СРСР. У 1961 році перейшов до луганського клубу «Трудові резерви», за який зіграв 8 матчів у Класі Б. Наступного року приєднався до дебютанта змагань серед команд майстів, олександрійського «Шахтаря». У своєму дебютному сезоні в складі олександрійських гірників зіграв 2 матчі в чемпіонаті СРСР та 2 поєдинки (1 гол) у кубку СРСР. Нвступного сезону відзначився голом у чемпіонаті СРСР, а також провів 2 матчі (1 гол) у кубку СРСР. Завершував футбольну кар'єру Віталій у складі «Уральця» (Нижній Тагіл), кольори якого захищав з 1964 по 1966 рік.